# رابرت دابلیو. بارنول
رابرت دابلیو. بارنول (به انگلیسی: Robert W. Barnwell) سناتور سابق عضو حزب دموکرات ایالات متحده آمریکا بود. وی در سال ۱۸۵۰ میلادی سناتور ایالت کارولینای جنوبی در سنای ایالات متحده آمریکا بود.